# سوزانا لتینن
سوزانّا لِهتینِن (انگلیسی: Susanna Lehtinen؛ زادهٔ ۸ مهٔ ۱۹۸۳) بازیکن فوتبال اهل فنلاند است.
از باشگاه‌هایی که در آن بازی کرده‌است می‌توان به باشگاه فوتبال کیف اوربرو دی‌اف‌اف اشاره کرد.
وی همچنین در تیم ملی فوتبال زنان فنلاند بازی کرده‌است.